# Voorlopige Regering van Autonoom Siberië (Derber)

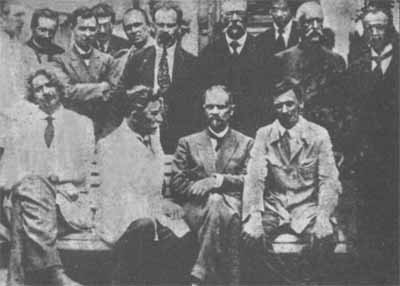
Leden van de regering.

De Voorlopige Regering van Autonoom Siberië (Russisch: Временное Сибирское правительство), volledige naam: Sociaal-revolutionaire-mensjewistische Voorlopige Regering van Autonoom Siberië (Russisch: Временное правительство автономной Сибири
(ВПАС)) was een kortstondige vazalstaat voor Siberië die werd gevestigd door de witten op 29 juni 1918 tijdens de bolsjewistische revolutie, na een staatsgreep in Vladivostok. De regering werd geleid door Pjotr Derber. Het bestuurlijk centrum van deze regering was in Vladivostok en in Tomsk. De regering werd feitelijk opgeheven in oktober 1918. 
Een andere groep die in hetzelfde periode de naam van de Voorlopige Regering van Autonoom Siberië gebruikte was de regering van Vologodski.

## Geschiedenis
De machtsovername door de Bolsjewieken in Sint-Petersburg na de Russische Revolutie van november 1917 werd gevolgd door het uiteenvallen van de Russische Grondwetgevende Vergadering die op 19 januari bijeenkwam. De leden van de vergadering bestond uit leden van de Sociaal-Revolutionaire Partij onder leiding van Viktor Tsjernov.  De uitvoerende macht lag bij de Raad van Volkscommissarissen en het Tweede Congres van de Sovjet-Unie zorgde er niet voor dat de oppositie tegen het bolsjewistische regime stopte.
In december 1917 werden er verkiezingen gehouden om een Regionale Siberische Regering die zetelde in Tomsk. Ondanks het revolutionaire karakter van die tijd, werd de middenklasse en de bourgeoisie uitgesloten van de kieslijst, een beslissing die aangevochten werd door de Constitutioneel-Democratische Partij.  De bolsjewieken zagen deze gang van zaken in Siberië een poging om de soevereiniteit van hun partij te ondermijnen en zij weigerden om te participeren in de verkiezingen voor de Siberische regionale raad of om de raad te erkenning. De monarchisten werden door de raad uitgesloten, de Centrumpartij werd onderdrukt en bolsjewieken boycotten de raad en daarom was het niet verrassend dat de gekozen leden uit de Sociaal-Revolutionaire Partij van Tsjernov kwamen.
De eerste bijeenkomst van de raad werd uitgesteld omdat er te weinig stemmen waren uitgebracht. In de nacht van 27 op 28 januari vergaderden er veertig raadsleden in Tomsk. Deze leden kozen vervolgens de Voorlopige Regering onder leiding van de Sociaal-Revolutionair Derber.
Van de twintig ministers waren er maar zes aanwezig bij de grondwetgevende vergadering op 28-29 februari. Twee van hen werden door de bolsjewisten in de gevangenis opgesloten en de rest vluchtte door heel Siberië en naar het noorden van China. Deze leden werden in afwezigheid gekozen zonder dat Derber daar aanwezig was. Sommige leden vluchtten naar het Verre Oosten en doken onder tijdens de omverwerping van de bolsjewieken in Siberië door het Tsjecho-Slowaaks Legioen en Russische officieren. Een groot aantal militairen wilden de regering van de Sociaal-Revolutionaire Partij niet erkennen.  Op een bijeenkomst waren een aantal leden van de Voorlopige Regering aanwezig die nog steeds in West-Siberië aanwezig waren vormden een nieuwe Voorlopige Regering van Autonoom Siberië, vernoemd naar de leider Pjotr Vologodski. Derber ging niet akkoord met het resultaat dat de regering in Vladivostok hernoemd werd tot de Voorlopige Regering van Autonoom Siberië.
De twee voorlopige regeringen erkenden elkaar niet en ze claimden allebei de titel van de enige regering van Autonoom Siberië. De regering van Derber had geen leger om zichzelf te beschermen en Derber hief zijn regering op. Hij verliet Vladivostok en werd opgevolgd door I.A. Lavrov van de Sociaal-Revolutionairen. In oktober 1918 hief de raad zichzelf op en op 23 september 1918 ging de raad op in de Voorlopige Regering van Alle Russen.